# Марко Каррара
Марко Каррара (італ. Marco Carrara, нар. 1 листопада 1967, Лімена) — італійський футболіст, що грав на позиції півзахисника. По завершенні ігрової кар'єри — тренер.

## Клубна кар'єра
У дорослому футболі дебютував 1985 року виступами за команду «Падова», в якій провів два сезони, взявши участь у 41 матчі Серії С1. У 1987 році він перейшов у «Ареццо», де зіграв свій перший сезон в Серії Б.
Згодом з 1988 по 1990 рік грав у складі «Алессандрії», з якою 1989 року вийшов з Серії С2 до Серії С1.
У 1990 році Каррара повернувся до Серії Б, провівши по сезону в «Барлетті» та «Мессіні», вилетівши з останньою до Серії С1, де залишився ще на рік.
1993 року Каррара приєднався до клубу «Реджина» і відіграв за команду з Реджо-Калабрія наступні три сезони своєї ігрової кар'єри. Більшість часу, проведеного у складі «Реджини», був основним гравцем команди і в 1995 році вийшов з командою до Серії Б.
У 1996 році перебрався до «Анкону», де одразу вийшов з Серії С1 в Серію Б і у сезоні 1997/98 років грав останній рік у другому дивізіоні. Всього протягом своєї кар'єри він зіграв 136 ігор у Серії B, забивши 8 голів.
Протягом 1998—2000 років захищав кольори «Ріміні» у Серії С2, а завершив ігрову кар'єру у команді «Фано» в Серії D, за яку виступав протягом 2000—2001 років.

## Виступи за збірну
У складі юнацької збірної Італії (U-20) став чвертьфіналістом молодіжного чемпіонату світу 1987 року в Чилі, де зіграв в чотирьох матчах і забив один гол у зустрічі проти Нігерії (2:0).

## Кар'єра тренера
Розпочав тренерську кар'єру невдовзі по завершенні кар'єри гравця, 2003 року, очоливши тренерський штаб клубу «Монтеваркі», після чого тренував інший нижчоліговий клуб «Урбіно».
У 2005—2006 роках входив до тренерського штабу клубу «Катандзаро», після чого 2007 року очолив «Белларію», яка йшла на останньому місці в своїй групі Серії C2 сезону 2006/07, але під керівництвом Каррари завершила на безпечному 12 місці, після чого покинув клуб і повернувся до роботи асистента, цього разу у «Реджині».
У липні 2010 року його призначили на посаду головного тренера «Ареццо» з Серії D, але вже у жовтні було звільнено.. В подальшому знову працював асистентом у нижчолігових клубах «Соренто», «Тревізо» та «Барлетта». В останньому з клубів після звільнення головного тренера Невіо Орланді, 4 квітня 2014 року Каррара зайняв його місце, але того ж року теж покинув клуб